# Fatehpur Sikri
Fatehpur Sikri (hindski: फ़तेहपुर सीकरी, urdu: فتحپور سیکری) je grad i sjedište istoimene općine u oblasti Agra, u indijskoj državi Uttar Pradesh, oko 39 km od grada Agre. On je bio prvi planirani grad Mogulskih vladara Indije u kojemu su građevine prva miješavina indijske, perzijske i islamske arhitekture. Zbog toga je Fatehpur Sikri upisan na UNESCO-ov popis mjesta svjetske baštine u Aziji i Oceaniji 1986. godine. Njegove su palače, dvor i džamija Jami velika turistička atrakcija koja privlači veliki broj turista svake godine.
Fatehpur Sikri je bio prijestolnicom Mogulskog Carstva od 1571. do 1585. godine, i iako je trebalo 15 godina da se izgradi, napušten je samo nakon 14 godina jer njegova vodoopskrba nije mogla podržavati njegov sve veći broj stanovnika. Danas je on "grad duhova", iako ima 28.804 stanovnika (2001.). Od toga je bilo 53% muškaraca, 47% žena i 19% mlađih od 6 godina; te 46% pismenog stanovništva, što je mnogo manji prosjek od državnog (59,5%).

## Povijest
Bivši glavni grad Mogulskog carstva, Fatehabad, izgradio je car Akbar Veliki (1542. – 1605.) između 1569. i 1574. godine uz stariji grad Sikri. Grad je podignut u čast sufijskog sveca Šeika Salima Čistija koji je živio kao pustinjak u špilji kod Sikrija, a koji je prorekao rođenje njegovog sina, kojeg je Akbar po svecu nazvao Salim, a koji je naslijedio oca kao car Džahangir.
Akbar je očvrsnuo kao izvanredan vojni strateg i diplomat, a njegova novostečena područja, kroz politiku vjerske tolerancije i dijaloga s predstavnicima velikih vjera, postala su mjesto sjeidnjenja mnogih kultura. Akbar je bio prvi koji je oženio indijsku, radžput princezu Ambera i oslobodio nemuslimane od posebnih poreza. Budući da je pobijedio, što kroz brak, što vojnim uspjesima, uspio je ustanoviti odanost lokalnih knezova, a time i učinkovit porezni sustav, što mu je omogućilo da napokon dovrši gradnju Fatehpur Sikrija. Još tijekom gradnje, 1571. godine, Akbar je preselio svoj dvor ovdje, no već 1585. on ga je preselio u Lahore, odakle je mogao voditi svoje vojne kampanje u sjeverozapadnoj Indiji. Osim toga, opskrba vodom grada je već bila neadekvatna i javile su se pobune na sjeverozapadu koje je vladar morao suzbiti. Akbar se nikada više nije vratio u grad, osim kratke posjete 1601. godine. Kasnije u povijesti Fatehpur Sikri je ponovno postao mogulskim dvorom Muhameda Šaha (1719. – 48.).
Kasnije je Fatehabad nazvan Fatehpur i vraćeno mu je i starije ime, te je danas poznat kao Fatehpur Sikri.

## Znamenitosti
Fatehpur Sikri je još uvijek okružen izvornim, 11 km dugim, zidom s njegove tri strane, dok je četvrta bila ogrnaičena danas nestalim jezerom, ali osim kompleksa carskih građevina, na stjenovitoj litici promjera 1,5 x 3 km, većina grada je nestala. Arhitektura carskog kompleksa se odlikuje mnogim utjecajima, uglavnom iz Gujarata i Bengala (odakle je došla većina obrtnika i umjetnika), ali i hinduških i džainskih u dominantnim islamskim elemenata arhitekture.
Neke od najvažnijih građevina su:
- Buland Darwaza je 54 metra visok portal u kompleks iz 1577. godine Njegov središnji trijem ima ulaze na tri strane, a njegov najveći, koji se prema udubljenju niše sužava na ljudske proporcije, je poznat kao "Potova". Još uvijek postoji običaj da se za sreću na njegova drvena vrata ostavljaju konjske potkove.

Bio je posvećen Akbarovoj uspješnoj vojnoj u Gujaratu, a njegova dva natpisa kažu: Isus sin Marije (mir budi s njim) je rekao: Svijet je most, pređi preko njega, ali ne gradi kuće na nj. Onaj koji se nada satu može se nadati vječno. Svijet podnosi samo sat. Provedi ga u molitvi, jer je ostalo neviđeno".
- Jama Masjid ("Džamija petka") je možda najstarija građevina kompleksa, te na jednom natpisu se spominje hidžretska 979. godina (1571. – 72.) kao godina njezina dovršenja. U nju se ulazi kroz masivni ajvan (lučni portal) koji vodi u dvorište u obliku indijskih džamija s brojnim ajvanima. Jedinstvena odlika dvorišta su nizovi chhatrija (kupolastih paviljona) koji vode do svetišta, tj. molitvene dvorane. Unutra se nalaze tri mihraba u svakom od sedam brodova, dok je središnji mihrab nadsvođen kupolom i dekoriran geometrijskim inkrustacijama mramora.[6]
- U dvorištu Džamije nalazi se i Mauzolej Salima Chistija koji je prizemna kvadratna građevina od mramora s drevnim kanopusom ukrašenim mozaikom od ljuski školjaka. Oko mauzoleja je cirkumambulacija (ophod za ceremonijalno kruženje relikvija) u obliku nadsvođenog trijema s bogato izrezbarenim kamenim pregradama. Jedna od najljepših dijelova su mramorni rogovi koji podupiru blago zakrivljene okapnice oko parapeta (zidić na kraju krova).
- Diwani Am ili Dvorana za javni prijem je u obliku kvadratičnog paviljona s više prolaza s velikim otvorenim pročeljem ispred Turske sultanske kuće i Turskog kupatila.
- Diwani Khas ili Dvorana za privatni prijem je obična kvadratični paviljon s četiri chhatrisa na krovu, ali je slavna po središenjm stupu na kojemu je balkon koji ima grede-šetnice na sve četiri strane prvog kata paviljona. Ovdje je Akbar, iznad glava gostiju, primao i raspravljao o privatnim stvarima sa svojim gostima, između ostalog o vjerskim pitanjima i njegovoj sinkretičkoj vjeri Dinelahi.
- Anup Talao je oranamentalni bazen sa sredinjom platformom do koje vode četiri mosta. oko njega se nalaze najvažnije građevine kompleksa poput Akbarove rezidencije Kwabgaha ("Kuća snova"), Panch Mahala, Diwani Khasa, Ankh Michaulija i Astrološkog sata.
- Panch mahal je petokatna palača čije se otvorene terase smanjuju s visinom, do gornjeg velikog chhatrija. Iznutra je ispunjen raskošno izrezbarenim kamenim pregradama, zbog čega se smatra da je služila kao dvor za dame. Ukupno ima 176 raskošna stupa.
- Naubat Khana ("Kuća bubnjeva") iznad Slonovskih vrata (Hathi Pol) je mjesto gdje su bubnjari njavljivali dolazak Cara.
- Dvorište Panchici je podijeljeno kao velika šahovnica za za društvenu igru poput moderne Ludo igre, ali gdje su figure biili pravi ljudi.

- Beskrajni hodnik Džamije Jama
- Središnji stup Diwani Khasa
- Panch Mahal
- Diwani Am
- Haremska palača Haram Sara

## Poveznice
- Indijska umjetnost
- Crvena utvrda u Delhiju
- Utvrda Agra

## Vanjske poveznice
- Fatehpur Sikri na Archaeological Survey of India (engl.)
- An interactive map of Fatehpur Sikri (engl.)